# Garcia III av Pamplona
García III Sánchez, född 919, död 970, var kung av Pamplona, det som senare skulle bli Navarra, mellan 925 och 970.
Han var son till Sancho I och hans hustru Toda Aznárez. García III:s far dog när han var bara sex år gammal. Så det var Toda och Garcías farbror Jimeno som tog över som regenter. Jimeno dog år 931 och ett par år senare regerade García som ensam härskare över Pamplona (Navarra).
Med sin moders stöd var han inblandad, precis som sin far, i ett antal konflikter med morerna. Han gifte sig med sin kusin, Andregota Galíndez, dotter till Galindo II Aznárez, greve av Aragonien, och de fick en son och arvinge, Sancho. Sedan García skilt sig från Andregota Galíndez gifte han om sig med Teresa; man tror att hon kom från León. Med Teresa fick García två barn: en son Ramiro Garcés och en dotter Urraca.
García III kallas ibland både för García I och García II. Det beror på att historiker använde ett system för att identifiera regenter som inte hade med García att göra.
När García III dog år 970 så övertog Garcías son Sancho II Navarras krona.